# Sabicas
Sabicas, pseudonimo di Agustín Castellón Campos (Pamplona, 16 marzo 1912 – New York, 14 aprile 1990), è stato un chitarrista spagnolo.

## Biografia
Sabicas è uno tra i più significativi chitarristi flamenco di ogni epoca, e ha il merito di aver fatto conoscere in epoca moderna la chitarra flamenco al di fuori della Spagna. Nella sua autobiografia del 1984 Sabicas ha scritto: 

Cominciò a suonare la chitarra a quattro anni e a sei debuttò in concerto. Pur essendo stato inizialmente influenzato stilisticamente da Ramón Montoya, Sabicas non si è mai considerato seguace di nessuna scuola: 
A causa della guerra civile spagnola, nel 1936, Sabicas abbandonò la Spagna, andando in esilio in Sud America assieme alla ballerina flamenco Carmen Amaya, intraprendendo con lei varie tournée. Si stabilì negli Stati Uniti e rientrò in Spagna solo nel 1967.

## Discografia parziale
- Flamenco on fire
- Fiesta flamenca
- Queen of the gypsies (con Carmen Amaya)
- ¡Flamenco! (con Carmen Amaya, 1972)
- Flamenco puro (1961)
- Flamenco styles on two guitars (con Mario Escudero)
- The fantastic guitars of Sabicas and Escudero
- Recital de guitarra flamenca (vol. 1,2,3)
- Fantastic guitars (con Mario Escudero)
- From the Pampas to the Rio Grande (con Mario Escudero)
- Festival gitana (con Los Trianeros)
- Sabicas, Volúmenes 1-3
- El rey del flamenco
- Soul of flamenco
- Flamenco reflections (EP)
- Rock encounter (con Joe Beck)
- Flamenco fantasy
- Flaming flamenco guitar
- Flamenco virtuoso
- Nueva York / Granada (con Enrique Morente) (1990)
- Sixteen immortal performances
- Solo flamenco
- El duende de la guitarra flamenca
- The art of the guitar
- Tres guitarras tiene Sabicas
- Flamenco histórico